# Aaru Chanuate
Aaru Chanuate (Nepali आरु चनौटे) ist ein Village Development Committee (VDC) in Nepal im Distrikt Gorkha.
Das VDC Aaru Chanuate liegt am westlichen Ufer des Budhigandaki. Der Teilort Aarughat bildet den Startpunkt des Manaslu-Rundwegs.

## Einwohner
Bei der Volkszählung 2011 hatte das VDC Aaru Chanuate 4327 Einwohner (davon 1979 männlich) in 1069 Haushalten.

## Dörfer und Weiler
Aaru Chanuate besteht aus mehreren Dörfern und Weilern. 
Die wichtigsten sind:
- Aarughat oder Arughat (480 m ⊙)
- Arutar (580 m ⊙)